# Rajko Mitić
Rajko Mitić (en cirílico: Рајко Митић; 19 de noviembre de 1922-Bela Palanka, 29 de marzo de 2008) fue un jugador de fútbol y entrenador serbio que desarrolló la mayor parte de su carrera en el Estrella Roja de Belgrado, con el que pasó a la historia como uno de los mayores goleadores. Es uno de los cinco futbolistas que cuenta con una Zvezdina zvezda, la estrella que concede el club a sus mejores futbolistas, y fue el tercer máximo goleador de todos los tiempos con la selección de Yugoslavia con 32 goles.

## Carrera como jugador

### Košutnjak y BSK
Antes de firmar por el Estrella Roja, Mitić comenzó su carrera en 1937 en los campos de fútbol de Košutnjak. En mayo de 1938, fue fichado por el BSK Belgrado, donde jugó entre 1938-1944. Con el BSK se convirtió en miembro del equipo junior del entonces campeón serbio. Dos años más tarde, en 1940, debutó como delantero en el primer equipo, en el que anotó dos goles.
La Segunda Guerra Mundial interrumpió su desarrollo futbolístico, pero continuó jugando en el año 1944 por el escuadrón de ingenieros bajo el cual luchó, junto con otros jugadores yugoslavos como Predrag Đajić y Jovan Jezerkić.

### Estrella Roja
En 1945, Rajko Mitić fichó por el Estrella Roja de Belgrado, que se había fundado ese mismo año, y se convirtió en el capitán del equipo, con el que jugaría las próximas 14 temporadas. Con el Estrella Roja anotó 262 goles en 572 partidos, logrando ser uno de los mayores goleadores en la historia del club. Su popularidad en la década de 1950 fue solo por los pueblos de la zona y superó a la de otros jugadores.
Mitić ganó cinco campeonatos (1951, 1953, 1956, 1957 y 1959) y cuatro Copas nacionales (1948, 1949, 1950 y 1958). Uno de sus mejores recuerdos fue el título de su primer campeonato, en un final dramático, cuando el primer clasificado, el Dinamo Zagreb, perdió su ventaja en las tres últimas jornadas. Un gran logro en la carrera de Rajko Mitić fue proclamarse campeón de la Copa nacional tres consecutivas. Casi nunca se perdió un partido, excepto en 1947, cuando tuvo que ir a rehabilitación después de una operación de menisco de la rodilla.
El 29 de noviembre de 1958, se retiró oficialmente del fútbol a la edad de 36 años, después de ganar la Copa con el Estrella Roja.
Como capitán del Estrella Roja hizo gala de un destacado espíritu deportivo. Prueba de ello son recordadas dos decisiones importantes. En primer lugar, cuando envió a su mejor amigo Branko Stanković a los vestuarios a causa de una conducta inapropiada. El segundo llegó el 7 de abril de 1957, contra el Hajduk en Split, cuando sacó a todo el equipo fuera del terreno de juego después de que una piedra lanzada por un seguidor descontento del Estrella Roja en las gradas impactara en la cabeza de Bora Kostić. En el minuto 71 del partido, el resultado era de empate a un gol. El comité disciplinario de la FSJ suspendió a todos los jugadores del Estrella Roja (excepto Vladimir Beara y el propio Kostić) durante un mes. El club no apeló la decisión.
Mitić es considerado uno de los jugadores más importantes de la historia de Estrella Roja de Belgrado y es uno de los cinco jugadores que han sido galardonados con la Zvezdine zvezde, la estrella que concede el club a sus jugadores emblemáticos.

## Estadísticas
| Club    | Club                      | Club       | Liga | Liga  | Copa           | Copa           | Continental | Continental | Total | Total |
| Temp.   | Club                      | Liga       | PJ   | Goles | PJ             | Goles          | PJ          | Goles       | PJ    | Goles |
| Serbia  | Serbia                    | Serbia     | Liga | Liga  | Copa Yugoslava | Copa Yugoslava | Europa      | Europa      | Total | Total |
| ------- | ------------------------- | ---------- | ---- | ----- | -------------- | -------------- | ----------- | ----------- | ----- | ----- |
| 1946-47 | Estrella Roja de Belgrado | Prva Liga  | 9    | 4     |                |                | -           | -           | ?     | ?     |
| 1947-48 | Estrella Roja de Belgrado | Prva Liga  | 18   | 2     |                |                | -           | -           | ?     | ?     |
| 1948-49 | Estrella Roja de Belgrado | Prva Liga  | 16   | 6     |                |                | -           | -           | ?     | ?     |
| 1949-50 | Estrella Roja de Belgrado | Prva Liga  | 18   | 11    |                |                | -           | -           | ?     | ?     |
| 1950-51 | Estrella Roja de Belgrado | Prva Liga  | 17   | 5     |                |                | -           | -           | ?     | ?     |
| 1951-52 | Estrella Roja de Belgrado | Prva Liga  | 13   | 8     |                |                | -           | -           | ?     | ?     |
| 1952-53 | Estrella Roja de Belgrado | Prva Liga  | 18   | 8     |                |                | -           | -           | ?     | ?     |
| 1953-54 | Estrella Roja de Belgrado | Prva Liga  | 18   | 5     |                |                | -           | -           | ?     | ?     |
| 1954-55 | Estrella Roja de Belgrado | Prva Liga  | 17   | 7     |                |                | -           | -           | ?     | ?     |
| 1955-56 | Estrella Roja de Belgrado | Prva Liga  | 25   | 4     |                |                | -           | -           | ?     | ?     |
| 1956-57 | Estrella Roja de Belgrado | Prva Liga  | 21   | 4     |                |                | ?           | 0           | ?     | ?     |
| 1957-58 | Estrella Roja de Belgrado | Prva Liga  | 19   | 6     |                |                | ?           | 2           | ?     | ?     |
| 1958-59 | Estrella Roja de Belgrado | Prva Liga  | 11   | 2     |                |                | -           | -           | ?     | ?     |
| Total   | Yugoslavia                | Yugoslavia | 220  | 72    | ?              | ?              | ?           | 2           | ?     | ?     |

Fuente